# Сеттимо-Роттаро
Сеттимо-Роттаро (итал. Settimo Rottaro) — коммуна в Италии, располагается в регионе Пьемонт, в провинции Турин.
Население составляет 515 человек (2008 г.), плотность населения составляет 86 чел./км². Занимает площадь 6 км². Почтовый индекс — 10010. Телефонный код — 0125.
Покровителем коммуны почитается святой Бононий из Люцедио, празднование 30 августа.

## Демография
Динамика населения:

## Администрация коммуны
- Официальный сайт: https://web.archive.org/web/20100527140507/http://www.intornoallago.it/portale/i-comuni-d/settimo-ro/